# SABU (電影)
《SABU》是由日本作家山本周五郎的同名原作改編的時代劇。
為紀念名古屋電視台開台40週年，最初於朝日電視台2002年5月14日播放。因為反響不錯，由電影旬報社出品，在日本全國4個劇場公映。10月5日以新宿武藏野館為開端，11月9日大阪，11月30日名古屋·札幌。電影版增加了電視版未播放的內容，延長至121分鐘。2003年2月22日DVD發售。
劇情透過女主角的回憶描寫江戶時代的生活，榮二和SABU之间真挚的友情以及與女主角的愛情。此片以較為詩情的方式描寫，與導演三池崇史大多數影片的恐怖血腥有所不同。

## 演員
- 藤原龍也 - 榮二
- 妻夫木聰 -
- 田畑智子 - おのぶ
- 吹石一恵 - おすえ
- 澤田研二 - 岡安喜兵衛
- 六平直政 - 松田櫨蔵
- 山田辰夫 - 小島良二郎
- 有薗芳記 - 与平
- 堀部圭亮 - 女街の六
- 遠藤憲一 - 義一
- 山口祥行 - 才次
- 玉木宏 - 金太
- 合田雅吏 - 万吉
- 八木小織 - おかめ
- 西山繭子 - おその
- 田中要次 - 徳
- 林知花 - おせえ
- 石丸謙二郎 - 儀兵衛
- 大杉漣 - 平藏